# آگهاسورا

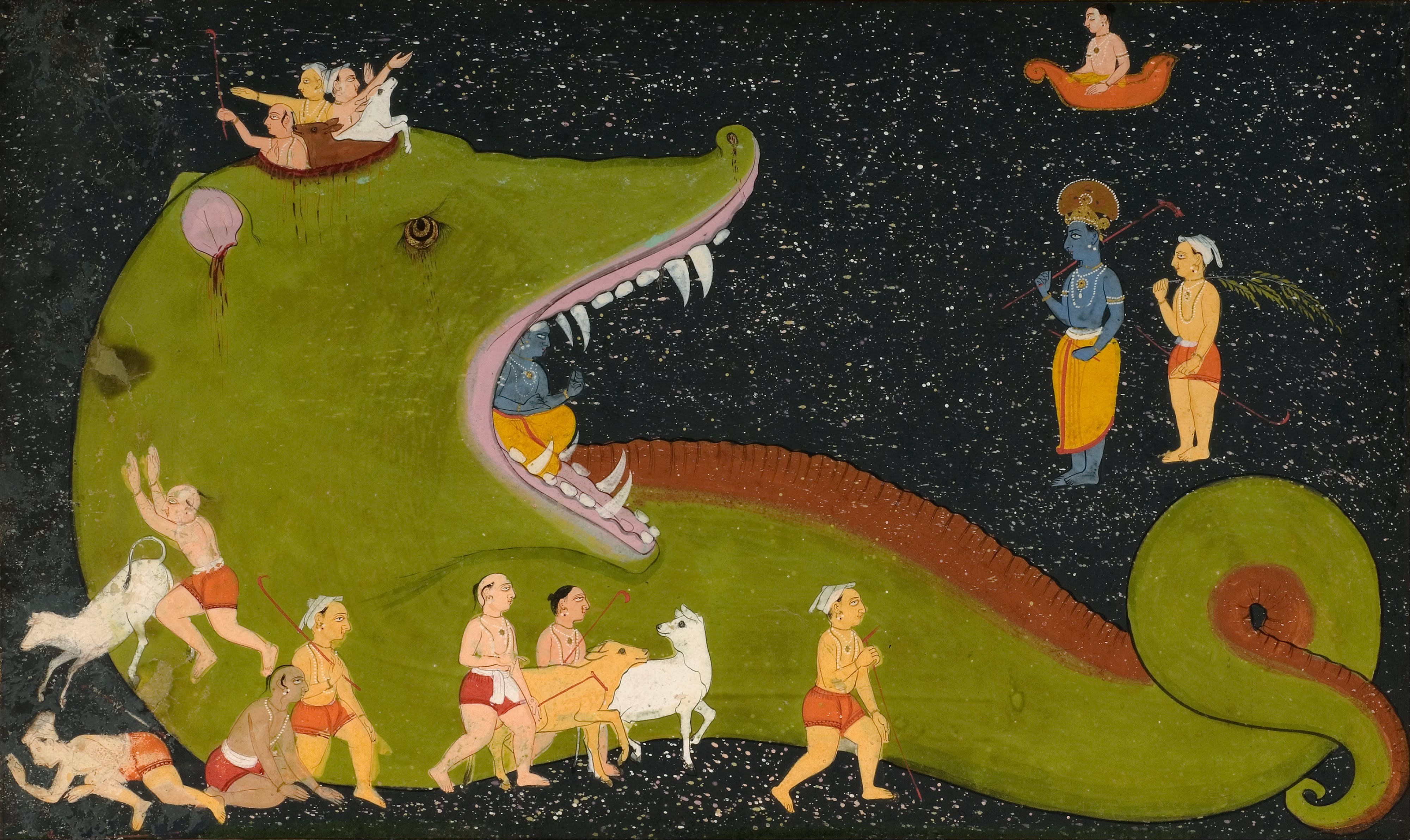
پیروزی کریشنا بر آگهاسورا، نام اثری است در مکتب راجستانی مربوط به اوایل سدهٔ ۱۸ میلادی از یک هنرمند ناشناس هندی. این اثر اکنون در مالکیت موزه هنر نلسون اتکینز قرار دارد.

آگهاسورا (هندی: अघासुर) دیوی است در آیین هندو و وداها که یکی از ژنرال‌های شاه کامسا به‌حساب می‌آید.